# Toyin Ojih Odutola
Toyin Ojih Odutola (1985) es una artista visual contemporánea nigeriana-estadounidense conocida por sus vívidos dibujos multimedia y obras en papel. Su estilo único de marcas complejas y composiciones fastuosas replantea la categoría y las tradiciones del retrato y la narración. En sus obras suele  investigar investigar diversos temas que van desde la desigualdad socioeconómica, el legado del colonialismo, la teoría queer y de género, las nociones de la negritud como símbolo visual y social, así como las experiencias de migración y dislocación.

## Biografía
Ojih Odutola nació en 1985 en Ile-Ife, Nigeria, donde sus padres eran profesores. En 1990, su madre, Nelene Ojih, llevó a Toyin y a su hermano de dos años a los Estados Unidos para acompañar a su padre, el Dr. Jamiu Ade Odutola, en Berkeley, California, donde realizaba investigaciones y enseñaba química en la universidad. Tras cuatro años en Berkeley, la familia se trasladó a Huntsville, en 1994, donde su padre se convirtió en profesor asociado en la Universidad A&amp;M de Alabama y su madre en enfermera. Ojih Odutola es de descendencia Yoruba e Igbo por parte paterna y materna, respectivamente.
En 2007, mientras cursaba sus estudios universitarios, participó en la residencia de verano de Norfolk para música y arte, de la Universidad de Yale en Connecticut. Un año después, en 2008, se  licenció  en Artes Plástica y Comunicación por la Universidad de Alabama en Huntsville. En 2012, obtuvo una Máster en Bellas Artes por el California College of the Arts, en San Francisco.

## Trayectoria profesional
En 2011, mientras estudiaba en el California College of Arts en San Francisco, presentó su primera exposición individual en Nueva York, "(MAPS)" en la Jack Shainman Gallery. Estaba compuesta por una colección de figuras individuales negras sobre fondos blancos descontextualizados, dibujadas en capas con un bolígrafo. La idea de la piel como geografía, que subyace en esta serie, la mostraron como una nueva voz en la representación visual de la piel negra.
Forbes incluyó a Ojih Odutola en su lista de 2012 de 30 personas notables menores de 30 años en la categoría "Arte y estilo".
En 2015, en su exposición individual   "Untold Stories" en el Museo de Arte Contemporáneo de St Louis, introdujo la narración y el texto en su obra, lo que supuso un cambio en su práctica de estudio.
En 2016, presentó "A Matter of Fact", una exposición individual en el Museo de la Diáspora Africana, en San Francisco, en la que exploraba un nuevo estilo de obras que desarrolló durante su residencia en Headlands Center for the Arts, en Sausalito, California.
Su obra fue portada de la revista Juxtapoz Magazin en noviembre de 2017, con motivo de su exposición individual en el museo, "To Wander Determined", en el Museo Whitney de Arte Estadounidense , en Nueva York. La exposición presentaba una vibrante serie de figuras conectadas por una narrativa ficticia de dos dinastías aristocráticas nigerianas, a las que se une la unión de hijos con títulos de ambas familias. Ojih Odutola presentó los retratos como una colección privada de estas familias, de diferentes orígenes de clase alta, sin el lastre de la historia del colonialismo. La premisa de que los retratos son ficticios invita al público a descifrar la verdad que se esconde tras de ellos.
Fue nombrada Artista Residente Distinguida Lida A. Orzeck '68 del curso académico 2017-2018 en elBarnard College de Nueva York.
En 2018, participó en la duodécima edición de la bienal internacional Manifesta, en Palermo, con su presentación individual, "Scenes of Exchange".
En septiembre de 2018, fue nominada como una de los 21 artistas preseleccionados para el Future Generation Art Prize de 2019, para una exposición colectiva en el PinchukArtCentre en Kiev, Ucrania, que posteriormente viajó para ser incluida en la 58.ª edición de la Bienal de Venecia de ese mismo año.
Ojih Odutola fue incluida en la Nacional Academicians Class de 2019 de la Academia Nacional de Diseño. Un nombramiento honorífico vitalicio y una tradición que se remonta a 1825, los miembros actuales nominan y eligen de manera confidencial una nueva generación cada año en honor a las notables contribuciones de los artistas al canon y la historia del arte estadounidense. Las exposiciones y obras de arte que muestran los embajadores inspiran a la siguiente generación mientras cultivan su tradición de 200 años. Los Académicos Nacionales colaboran como embajadores de las artes.
En agosto de 2020, se inauguró su primera exposición individual en el Reino Unido en la galería The Curve del Barbican Centre de Londres, titulada "A Countervailing Theory". Para este encargo, Ojih Odutola creó 40 obras específicamente que representan una antigua parábola ambientada en la Meseta de Jos, en el centro de Nigeria. En la entrevista de la artista con The Guardian, Ojih Odutola manifestó que la exposición estaba inspirada en dos episodios: la lectura sobre antiguas formaciones rocosas en el centro de Nigeria y la escucha acerca de un arqueólogo alemán que atribuyó erróneamente estatuas de bronce encontradas en Nigeria a "griegos de la Atlántida" porque "no podía concebir que los nigerianos tuvieran la aptitud mental para crear objetos tan bellos y anatómicamente perfectos". En palabras del artista: de ahí surgieron dibujos en blanco y negro que "cambian el guión en todos los aspectos". La novelista Zadie Smith, escribió un ensayo sobre los temas de la exposición en The New Yorker. 

## Estilo e influencias
Ojih Odutola es conocida por sus detallados dibujos de retratos, realizados total o principalmente con tinta negra. Su trabajo más reciente se ha ampliado para incluir carboncillo, pastel, tiza y lápiz. Sin embargo, la artista no se considera retratista; Los temas de sus dibujos en realidad provienen de muchas personas diferentes. Ella le da crédito a su profesora de arte de la escuela secundaria, Dana Bathurst, por presentarle a retratistas afroamericanos como Jacob Lawrence, Elizabeth Catlett, Romare Bearden y Barkley L. Hendricks. Ojih Odutola también ha recibido inspiración e influencia de los cómics, el manga japonés y el anime. Además, estudiar las obras de artistas contemporáneos como Kerry James Marshall, Wangechi Mutu y Julie Mehretu.
Su trabajo es un medio intencional de traducir visualmente narrativas sobre raza, identidad y clase. Lo que hace a través de los medios y superficies que utiliza, así como de las texturas transmitidas en las figuras y paisajes que retrata en sus detallados dibujos. Para Ojih Odutola, la textura es una forma de comunicación y lenguaje con el espectador. Las diversas marcas que crea representan una especie de dialecto y acento.

## Exposiciones
Exposiciones individuales seleccionadas:
- 2008: A Colonized Mind, University Center Gallery, University of Alabama in Huntsville, Alabama.[28]
- 2011: (MAPS), Jack Shainman Gallery, New York.[29]
- 2013: My Country Has No Name, Jack Shainman Gallery, New York.[30]
- 2013-2014: The Constant Wrestler, Indianapolis Museum of Contemporary Art (iMOCA), Indianapolis, Indiana.[31]
- 2014: Like the Sea, Jack Shainman Gallery, New York.[32]
- 2015: Untold Stories, Contemporary Art Museum St. Louis, Missouri.[33]
- 2015-2016: Of Context and Without, Jack Shainman Gallery, New York.[34]
- 2016-2017: A Matter of Fact, Museum of the African Diaspora (MoAD), San Francisco, California.[35][36]
- 2017—2018: To Wander Determined, Whitney Museum of American Art.[37][38]
- 2018: Testing the Name, Savannah College of Art and Design's (SCAD) Museum of Art, Savannah, Georgia.[39]
- 2018: participación el la Biennial Manifesta, con su exposición individual, Scenes of Exchange, en  Jardín bótanico de Palermo.[40]
- 2018: The Firmament, Hood Museum of Art, de Dartmouth College, Hanover, New Hampshire.[41]
- 2018: When Legends Die, Jack Shainman Gallery, New York.[42]
- 2020: A Countervailing Theory, Barbican Centre, Londres.[43]
- 2020: Tell Me A Story, I Don't Care If It's True, Jack Shainman Gallery, New York.[44] Todas las obras mostradas fueron creadas durante el Confinamiento por el COVID 19 en Nueva York.[45]

Ojih Odutola también ha participado en exposiciones colectivas en diversas instituciones, entre ellas:
- Future Generation Art Prize @ Venice 2019, 58th Bienal de Venice Biennale (2019).[46]
- Show Me as I Want to Be Seen, at the Contemporary Jewish Museum, San Francisco, (2019).[10]
- For Opacity: Elijah Burgher, Toyin Ojih Odutola, and Nathaniel Mary Quinn, en The Drawing Center, Nueva York, (2018).[10]
- Histórias Afro-Atlânticas (Afro-Atlantic Stories), São Paulo Museum of Art, São Paulo, Brazil, (2018).[10]
- Disguise: Masks and Global African Art, at Brooklyn Museum, New York, (2016).[10]
- FORE and Black: Color, Material, Concept, at Studio Museum in Harlem, New York, (2015, 2012, respectivamente).[10]
- Ballpoint Pen Drawing Since 1950, en Aldrich Contemporary Art Museum, Ridgefield, (2013).[10]
- The Progress of Love, en the Menil Collection, Houston, (2012).[10]
- Afro: Black Identity in America and Brazil, Tamarind Institute, Universidad de Nuevo Mexico, Albuquerque (2012).[47]

## Colecciones
Las obras de Ojih Odutola se encuentra en distintas colecciones públicas, entre ellas:
- Museo de Arte Moderno, Nueva York[48]
- Museo Whitney de Arte Americano, Nueva York[49]
- El Museo Metropolitano de Arte, Nueva York[50]
- Museo de Arte de Birmingham, Alabama[10]
- Museo de Arte de Baltimore, Maryland[10]
- Museo de Arte Frye, Seattle, Washington[51]
- Museo de Arte Hood, Dartmouth College, Nueva Hampshire[10]
- Instituto de Arte Contemporáneo, Boston, Massachusetts[52]
- Museo de Arte de Mississippi, Mississippi[10]
- Museo de Arte Contemporáneo de San Diego[53]
- Galería Nacional de Retratos, Londres, Reino Unido[54]
- Museo de Arte de Nueva Orleans, Luisiana[10]
- Academia de Bellas Artes de Pensilvania, Filadelfia, Pensilvania[55]
- Museo de Arte de Filadelfia, Pensilvania[10]
- Museo de Arte de la Universidad de Princeton, Nueva Jersey[10]
- Museo de Arte RISD, Providence, Rhode Island[56]
- Sociedad de Arte Contemporáneo, Instituto de Arte de Chicago, Illinois[57]
- Museo de Arte Spencer, Kansas[10]
- Museo de Arte de Honolulu Casa Spalding, Hawái[10]
- Museo Nacional de Arte Africano, Institución Smithsonian, Washington D. C.[10]

## Premios
- 2007: Ellen Battell Stoeckel Fellowship Grant, Yale University.
- 2008: Erzulie Veasey Johnson Painting & Drawing Award, University of Alabama in Huntsville.
- 2011: Murphy and Cadogan Fellowship Award, The San Francisco Foundation.
- 2017: Lida A. Orzeck Distinguished Artist-in-Residence, Barnard College.[58]
- 2018: Rees Visionary Award, Amref Health Africa.[59]
- 2019: Finalista en el Victor Pinchuk Foundation's Future Generation Art Prize.[60]
- 2020: Laureada en el Prix Jean-François Prat, The Bredin Prat Foundation for Contemporary Art.[61]

## Publicaciones
- Alphabet: A Selected Index of Anecdotes and Drawings, 2012.[62]
- The Treatment, 2015—17, Anteism Books, 2018.[63]
- For Opacity: Elijah Burgher, Toyin Ojih Odutola, and Nathaniel Mary, The Drawing Center, catálogo de la exposición, 2018.[64]
- Toyin Ojih Odutola: A Matter of Fact, Museum of the African Diaspora, Exhibition catálogo de la exposición.[65]
- A Countervailing Theory, Barbican Centre, catálogo de la exposición, 2020.[66]

### Lecturas complementarias
- Brown, Kimberly Juanita; Dunye, Cheryl; Hamilton, Dell M. (10 de noviembre de 2016). «Toyin Ojih Odutola's Art Practice as a Technology of the Skin». Catalyst: Feminism, Theory, Technoscience 2 (2): 1-21. doi:10.28968/cftt.v2i2.28807.
- Davis, Tim (June 2019). «Connecting Spirits». International Review of African American Art 29.
- Odutola, Toyin Ojih; Frizzell, Deborah (1 de marzo de 2019). «Resisting the Singular Narrative». Cultural Politics 15 (1): 65-71. doi:10.1215/17432197-7289500.
- Knowles, Laura (12 de octubre de 2014). «Human form explored in Mosaic Project at Pennsylvania College of Art & Design». LancasterOnline.
- «Solange Knowles and Toyin Ojih Odutola Talk Sound, Art, and Architecture». Cultural Magazine. 19 de febrero de 2018.
- Kazanjian, Dodie (17 de julio de 2018). «Reimagining Black Experience in the Radical Drawings of Toyin Ojih Odutola». Vogue.
- Solway, Diane. «Artist Toyin Ojih Odutola Is Reimagining the History of Nigerian Slaves as Royals». W Magazine. Consultado el 7 de septiembre de 2018.
- Ah-Sue, Gerladine, Raw Material: A Podcast from SFMoMA, Episode 4: The Mind, Season 2: Manifest, (2017)
- Smalls, Lola, “Toyin Odutola”, Greedmont Park Magazine, No.4 (Fall 2011). New York, NY.
- «Museum and Gallery Listings for June 17–23». The New York Times. 16 de junio de 2011.
- «Toyin Odutola». Vogue.it.
- Chtena, Natascha, “Interview with artist Toyin Odutola”, Think Africa Press, 30 May 2011.

- Datos: Q7830609